# 1223 Neckar
Neckar (asteroide 1223) é um asteroide da cintura principal, a 2,6948813 UA. Possui uma excentricidade de 0,0605204 e um período orbital de 1 774,5 dias (4,86 anos).
Neckar tem uma velocidade orbital média de 17,58598079 km/s e uma inclinação de 2,55052º.
Este asteroide foi descoberto em 6 de Outubro de 1931 por Karl Reinmuth.